# Первая итало-эфиопская война

Эритрея и северная Эфиопия — театр военных действий

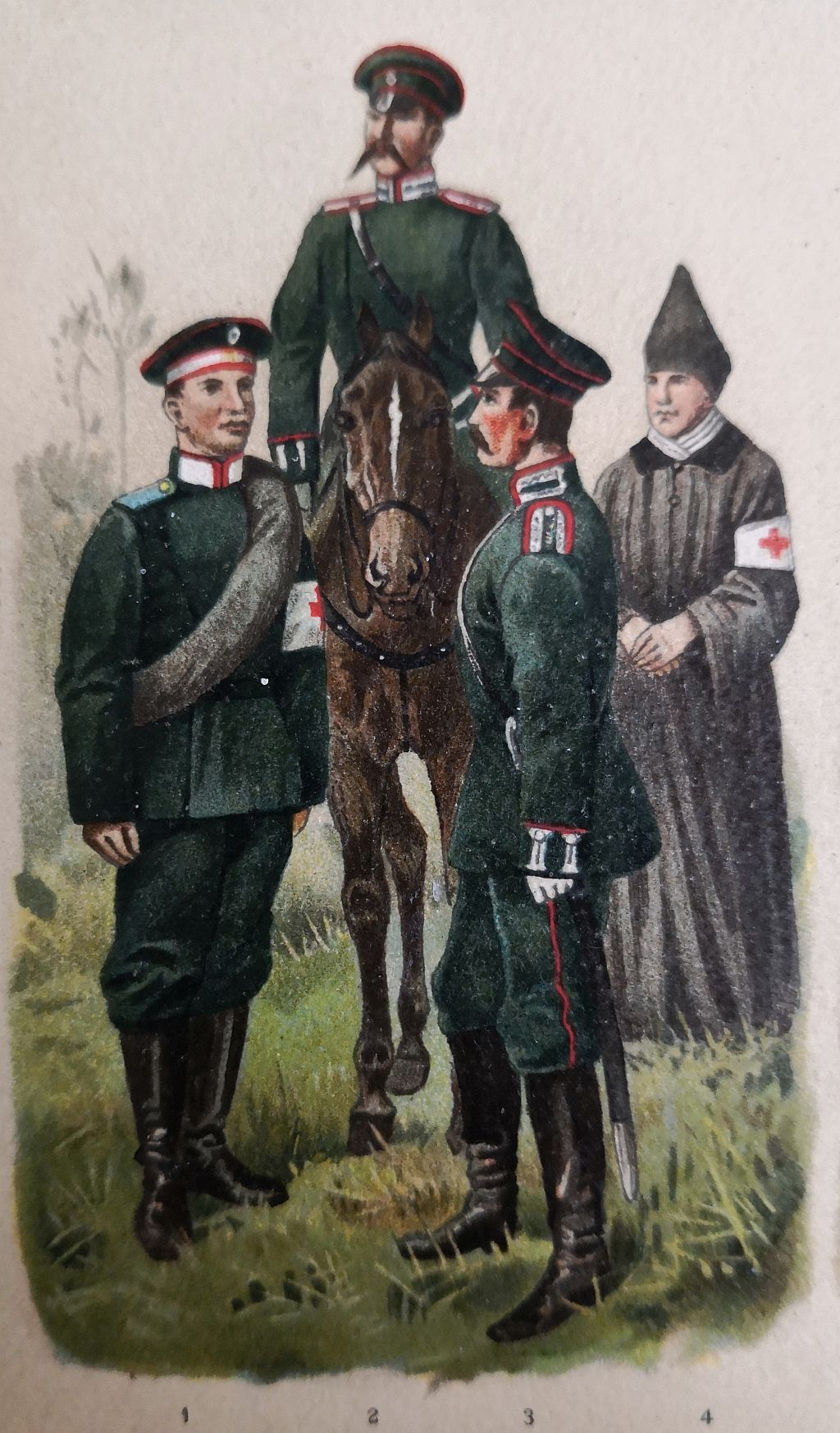
Российский медицинский отряд, отправленный в Харар и Аддис-Абебу в мае 1896 года

Итало-эфиопская война 1895—1896 гг. или Абиссинская война (ит. Guerra di Abissinia) — война между Италией и Эфиопией, завершившаяся победой последней. Один из редких случаев успешного вооружённого африканского сопротивления европейским колонизаторам в XIX веке, в результате которого независимость Эфиопии была признана сначала Италией, а затем и другими европейскими державами. Эфиопия сохраняла независимость вплоть до второй войны с Италией в 1935—1936 годах.

## Причины войны
К 1895 году африканский континент был в значительной степени разделён между европейскими державами, но Эфиопия — одна из немногих стран Африки — сохраняла независимость. Италия, опоздавшая к разделу мира, рассчитывала захватить Эфиопию и сделать её основой своих колониальных владений. Занятие итальянцами Асэба (1880) и Массауа (1885) на африканском побережье Красного моря и стремление постепенно расширить границы своих владений за счёт соседней эфиопской провинции Тигре и подвластной Абиссинии земли Богос, привели Италию к вооружённому столкновению с Эфиопией.
К этому времени могущество Эфиопской империи осталось в далёком прошлом, страна была разобщена, а власть монарха над крупнейшими магнатами почти условна. Поэтому итальянцы невысоко оценивали противника и представляли себе эту войну лёгкой военной прогулкой. Но за свою многовековую историю Эфиопия не теряла своих государственных традиций, и колонизаторам предстояло столкнуться с гораздо более организованной и многочисленной армией, чем в других регионах Африки.
В марте 1889 года император Эфиопии Йоханныс IV был убит в сражении при Мэтэме с суданцами-махдистами. Наследный правитель провинции Шоа, принадлежавший к боковой ветви императорской династии, Сахле-Марьям, провозгласил себя императором Эфиопии под именем Менелика II — не без итальянского вмешательства. Главную опасность для нового императора первоначально представлял его соперник в борьбе за трон, сын Йоханныса IV — рас Мэнгэша, правитель Тигре. Поэтому 2 мая 1889 г. Менелик II подписал с Италией Уччальский договор о дружбе и торговле. Согласно ему, Эфиопия признавала за Италией право на обладание Эритреей и частью северной эфиопской провинции Тигре. Многие из уступленных территорий уже находились в руках итальянцев или связанных с Италией вождей. Тексты, написанные в договоре на амхарском и итальянском языках, различались в пункте о правах итальянцев. В амхарском говорилось: «Его Величество царь царей Эфиопии может прибегать к услугам правительства Его Величества итальянского короля во всех делах с прочими державами и правительствами», а в итальянском вместо слова «может» стояло «согласен», которое Италия понимала как «должен». Узнав, что Рим требует протектората над всей Эфиопией, основываясь на неправильном переводе договора, Менелик II сначала искал дипломатическое решение назревающего конфликта. Не добившись успеха, 12 февраля 1893 года он объявил о расторжении Уччальского договора.
Эфиопия установила дружественные отношения с Российской империей, прорвав тем самым дипломатическую блокаду. В результате Россия оказала помощь в модернизации Абиссинии, в страну отправились тысячи русских добровольцев. Россия, как и Франция, помогла Абиссинии оружием, боеприпасами, но, в отличие от французов, безвозмездно. Когда началась война, в Абиссинию прибыла группа офицеров-добровольцев во главе с есаулом Кубанского казачьего войска Николаем Леонтьевым. Они занимали при эфиопском императоре исключительное положение. Эфиопский негус («царь царей», император) получил от русских все сведения по вопросам современной европейской тактики и стратегии, а также при их помощи корректировал свою политику по отношению к иностранным державам. Россия в 1895 году тайно поставляла Абиссинии огнестрельное и холодное оружие, патроны. Уже после войны усилиями Леонтьева началось формирование регулярной эфиопской армии. Русские добровольцы и советники продолжали помогать Эфиопии вплоть до Первой мировой войны.
Вероятно, дипломатическим демаршем непризнания и окончательного разрыва Уччальского договора следует считать демонстративную отправку масштабной дипломатической миссии во главе с кузеном Менелика II расом Дамтоу в Санкт-Петербург в 1895 году. Предшествующие дипломатические контакты с миссией В.Ф. Машкова позволили установить неофициальный союз России и Эфиопии (император лично принимал Машкова для докладов о результатах). Но Уччальский договор запрещал Эфиопии самостоятельную дипломатию, и поэтому дипломатическая миссия в Россию была равнозначна разрыву договора.
Неудачи в сражениях при Догали в 1887 году и у Саганетти в 1888 году, постигшие итальянские войска в период, предшествующий войне, не могли не подорвать их престижа. Поэтому эфиопы, сознавая своё численное превосходство, отважились перейти в наступление.

## Силы и развёртывание сторон
К началу войны граница территории итальянской колонии (Эритрея), согласно договорам, заключённым с Менеликом в 1889 и 1890 годах, проходила по рекам Маребу, Белез и Лебке. Кроме того, ими были заняты Керент, Агордат и Касала, отнятые у махдистов. Все гавани и прибрежные пункты между Массауа и Асэбом находились во власти итальянцев. Массауа была укреплена, кроме того, во многих пунктах от Арафали до Кассалы были возведены форты, что вызвало рассредоточение итальянских сил. Состав и численность итальянского экспедиционного корпуса постоянно изменялись в зависимости от хода событий и неблагоприятных для европейцев климатических условий. Значительную часть колониальных войск составляли туземные формирования с командным составом из итальянских офицеров. Большой недостаток ощущался в кавалерии, доставка которой была трудна, да и лошади, привезённые из Европы, не переносили африканскую жару. Пехота была вооружена винтовками образца 1887 года и, частично, скорострельными 6,5-мм винтовками. Артиллерия имела преимущественно 42-мм пушки.
В Эфиопии всё население подлежало воинской повинности. Воины собирались под начальством своих старшин (шумов) по племенам, которыми командовали расы, правители областей. Воинов сопровождали слуги, несущие продовольствие и тяжести. Люди были очень умеренны в пище: мешка с мукой, носимого каждым на спине, хватало на 14 дней. По истощению носимого запаса эфиопы переходили к довольствию местными средствами, что нередко было связано с прекращением военных действий. Кроме пики и кривой сабли, они были вооружены ружьями. Они были упорны в бою и часто вступали в рукопашную. В одиночном бою были чрезвычайно искусны, также являлись хорошими стрелками, но огонь открывали лишь на близких дистанциях. Армия разделялась на тактические единицы по племенам. Боевой порядок состоял из нескольких стрелковых цепей или нескольких линий, полукругом охватывающих противника. Атаки были стремительны. Кавалерия атаковала по флангам и двигалась или вместе с пехотой, или впереди. Кавалерия и пехота стреляли на ходу и метали дротики. На вооружении артиллерии состояли 34-мм пушки Гочкиса. В распоряжении негуса могло собраться до 120 тысяч воинов.

## Первые сражения
Ещё в декабре 1894 года генерал Баратьери, командовавший итальянскими войсками, получил сведения о наступлении с юга эфиопских войск под началом расов Мэнгэши и Хагоса (Агосы), и с запада — махдистов. Баратьери с отрядом в 3700 человек выдвинулся к Адуа и занял её 28 декабря. Рас Хагос отошёл в Аксум, а Мэнгэша двинулся к Сэнафе. У Галая и Коатита 13—14 января 1895 года Баратьери нанёс поражение последнему, а затем разбил окончательно в сражении при Сенафе. Наступление эфиопов, хотя и окончившееся для них неудачей, указало итальянскому правительству на грозившую опасность. Ввиду этого в Африку были спешно отправлены подкрепления, оружие и припасы, а на месте было сформировано 8 рот туземной милиции.
К концу 1895 года в распоряжении Баратьери было 17-20 тысяч человек (4 батальона европейцев по 600 человек, 8 туземных батальонов по 1200 человек, 8 рот туземной милиции по 200 человек, около 2 тысяч кавалерии, артиллерии, инженерных и других вспомогательных войск и до 2 тысяч местных жителей). В марте 1895 года Баратьери занял Адди-Грат и устроил там форт. В сентябре прошёл слух о приближении 30-тысячной армии раса Мэконнына. Однако наступление шло крайне медленно, и в октябре появился лишь небольшой отряд раса Мэнгэши. Баратьери, разбив его близ Антало, уехал в Массауа. Итальянские войска в это время были весьма рассредоточены. Бригада генерала Аримонди находилась в Адигарте; майор Гальяно с 1 батальоном при 2 орудиях — в Макале; передовой отряд майора Тезелли (2450 человек и 4 скорострельные пушки) — в Амба-Алаги, а его передовые посты были у Дуббара. Слухи о наступлении эфиопов под началом самого негуса не прекращались.

## Ход войны
Итальянский экспедиционный корпус под командованием Оресте Баратьери насчитывал 20 тысяч человек. Все солдаты итальянской армии были экипированы по последнему слову техники. Менелику вначале удалось собрать всего 30 тысяч воинов. Итальянцы считали, что без труда справятся с небольшой и плохо вооружённой эфиопской армией. Но они не ожидали, что Менелика деятельно поддержат большинство подвластных племён, в том числе враждовавших с императором. Даже рас Мэнгэша подчинился ему и принял активное участие в борьбе с колонизаторами. В императорское войско вливались всё новые и новые ополченцы. В армии Менелика появилась артиллерия (сорок горных орудий «кавказского образца» были доставлены из России), а снабжение солдат провизией было организовано лучше, чем у итальянцев.
2 декабря Баратьери послал из Массауа приказ войскам сосредоточиться у Адди-Грата и сам прибыл туда же.
5 декабря Тезелли получил известие о наступлении раса Маконена и просил поддержки у генерала Аримонди, который передвинулся к форту Мэкэле. Аримонди, не получивший ещё приказа Баратьери, решил 6 декабря пойти с 500 бойцами на помощь Тезелли, о чём и послал ему извещение. Получив после этого сообщение от Баратьери о сосредоточении к Адигарту, он всё-таки двинулся в Амба-Алаге. В свою очередь, Тезелли решил упорно обороняться на позиции у Амба-Алаге и, в ожидании прибытия подкреплений, занял её очень рассредоточенно. В резерве у него оставалось только 3 роты.
На рассвете 7 декабря у Амба-Алаге абиссинцы тремя колоннами атаковали отряд майора Тезелли (2450—2500 человек при 4 орудиях), охватив с обоих флангов. После ожесточённого сражения, в 11 часов, Тезелли, видя, что помощь не прибывает, отправил в тылы свой вьючный обоз, а в 12:40 дня отдал приказ об отступлении. Путь отступления проходил по узкой дороге над обрывом, с которого абиссинские стрелки расстреливали отступавших итальянцев. Отряд Тезелли отбивался 7 часов и почти весь был истреблён, уцелело лишь около 200 солдат.

### Битва при Мэкэле
Остатки отряда Тезелли соединились с отрядом Аримонди, шедшим на выручку, после чего Аримонди быстрым ночным маршем к утру 8 декабря возвратился к Мэкэле. Форт был обнесён земляным валом высотой 3-4 метра и хорошо укреплён — здесь были отрыты «волчьи ямы», установлены заграждения из колючей проволоки и заложены фугасы. Недостатком являлось отсутствие внутри стен источника воды — он находился в 400 метрах снаружи линии укреплений. В результате, в Мэкэле был оставлен гарнизон из 1500 чел. колониальных войск при 2 горных орудиях под командованием майора Гальяно, а Аримонди отошёл к Адигарту. Подошедшие войска раса Маконена после неудачного штурма 20 декабря 1895 года блокировали гарнизон Мэкэле. 7 января 1896 года форт был полностью окружён, 11 января эфиопы отрезали гарнизон от источника воды, и. чтобы уменьшить её потребление, осаждённые были вынуждены выгнать из крепости скот и вьючных животных, которые стали трофеями эфиопов. 13 и 14 января 1896 года эфиопы вновь штурмовали крепость, но атаки оказались безуспешными.

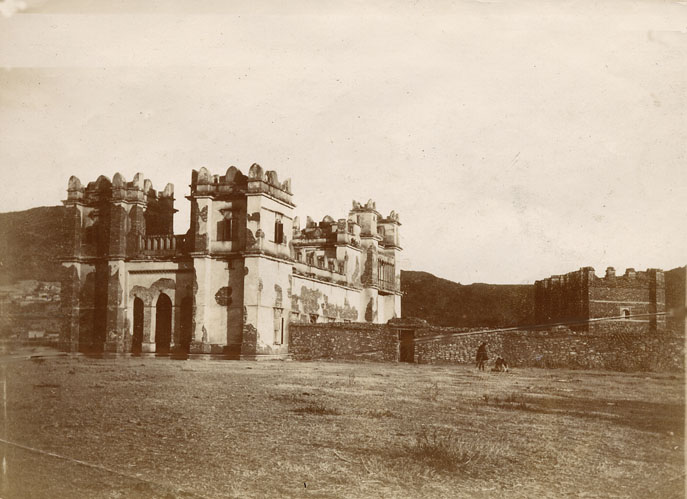
Форт Мэкэле в 1896 году

После получения известия о поражении под Амба-Алаге и о блокаде Мэкэле абиссинцами, в Италии было решено послать Баратьери подкрепление из 14 батальонов по 600 человек и 5 горных батарей по 6 орудий, всего 11 тысяч человек. Эти войска, отправленные из Италии 16-17 декабря, прибыли в Массауа 24 декабря и только к началу января 1896 года подошли к Адигарту. Таким образом, силы Баратьери составляли 15—16 тысяч человек. Для охраны транспортных судов при высадке, а также для обороны побережья, в Красное море была отправлена эскадра из 7 судов. Прибывший 10 декабря к войскам, Баратьери отозвал из Ауда бывшую там роту и со всеми силами продвинулся к Ада-Агамус. Одна бригада была выслана к ущелью Агула, находившемуся в 18 км от Мэкэле. В это время у Мэкэле сосредоточилась уже вся армия Менелика (около 60 тысяч человек при 40 скорострельных орудиях).

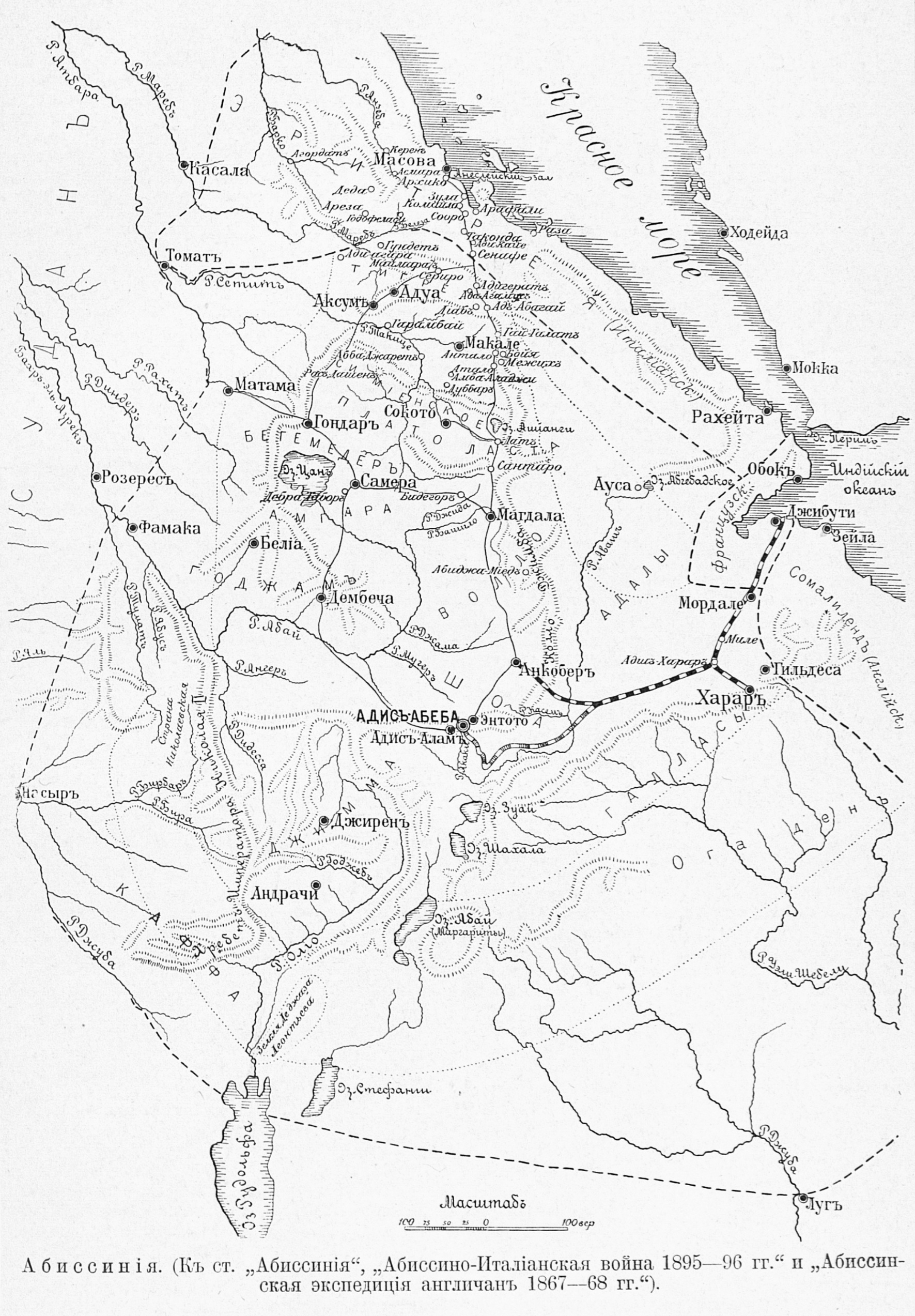
Карта боевых действий
«Военная энциклопедия Сытина»

20 января в Мэкэле истощился запас воды, и майор Гальяно капитулировал. Гарнизону разрешили покинуть крепость с винтовками и патронами, а также предоставили мулов. В сопровождении войск раса Маконена, итальянцы были отправлены для передачи их Баратьери.
Между тем, главные силы негуса под прикрытием авангарда, совершили фланговый марш к Адуа, куда отошёл и Рас Маконен. Таким образом, абиссинская армия переместила линию снабжения на направление Адуа-Гондар. Прежняя линия от Макале на оз. Ашианги проходила по стране, уже значительно истощённой войной. Для абиссинской армии, довольствовавшейся местными припасами, требовался новый район, откуда она могла бы их получать в достаточном количестве. Кроме того, имея свои пути обеспечения, она заняла угрожающее фланговое положение по отношению к линиям сообщений Баратьери Адиграт-Асмара. Итальянцы в свою очередь переместили фронт на запад и продвинулись в направлении к Адуа на позицию Саурия.
Негус во время перерыва военных действий предложил Баратьери заключить мир при условии, что итальянцы признают своей границей линию по рекам Маребу и Белезе, установленную Уччальским договором 1889 года, и изменили некоторые статьи этого договора в пользу Абиссинии. Баратьери не согласился. В ночь на 14 февраля отрядами тигринских расов, бывших сначала на стороне итальянцев, было произведено нападение на передовой пост на высотах Алеква. Небольшой итальянский отряд, посланный для поддержки, был захвачен в плен. Выбитые с позиции под Алеква, тигринцы обратились к партизанским действиям в тылу Баратьери и прервали телеграфное сообщение с Массауа. Между тем, партизанская деятельность абиссинцев расширялась. Они появлялись на главном пути сообщения с Асмарой в тылу итальянских войск.
Корпус Баратьери к этому времени состоял из 4 бригад: генерала Аримонди (2900 человек), генерала Дабармида (3050 человек), генерала Эллена (3350 человек) и генерала Альбертоне (8300 туземцев, 2560 артиллеристов и других войск). Всего 20160 человек и 52 орудия. Не рассчитывая на успех против втрое сильнейшего противника, Баратьери отдал 15 февраля приказ об отступлении. Но появление 10-тысячного отряда абиссинцев на левом берегу реки Мареба в направлении на Годофеласи, показало трудность этой операции. Тогда Баратьери решил предпринять действия против правого фланга абиссинской армии с целью заставить её оттянуть с севера войска.
Произведённая 24 февраля усиленная разведка действительно вызвала уход отряда с реки Мареба. По полученным сведениям, много воинов негуса начали покидать лагерь по причине болезни или переутомления. Король Годжама желал мира. Сильные отряды были отправлены на север для сбора фуража и грабежа. На усиление своих сил Баратьери не мог рассчитывать ввиду трудности доставки продовольствия, которое уже было на исходе. Необходимо было принять решение для выхода из тяжёлого положения, тем более что момент казался наиболее благоприятным для итальянской армии.
Менелик II не предпринимал никаких действий, стянув войска к Адуа. Более месяца на фронте царило затишье, запасы провизии у обеих сторон начали истощаться. Эфиопские партизаны всё смелее нападали на итальянцев. Рим требовал наступать, премьер-министр Италии Франческо Криспи в ярости начал обвинять генерала Баратьери в пассивности и даже в трусости. Баратьери первоначально предполагал отойти к Адди-Кэйих, что и было осуществлено, но 29 февраля 1896 года снова выдвинулся в направлении Адуа. Он рассчитывал вызвать нападение превосходящих по численности эфиопских сил, чтобы их атака разбилась об оборону итальянцев.

### Сражение при Адуа

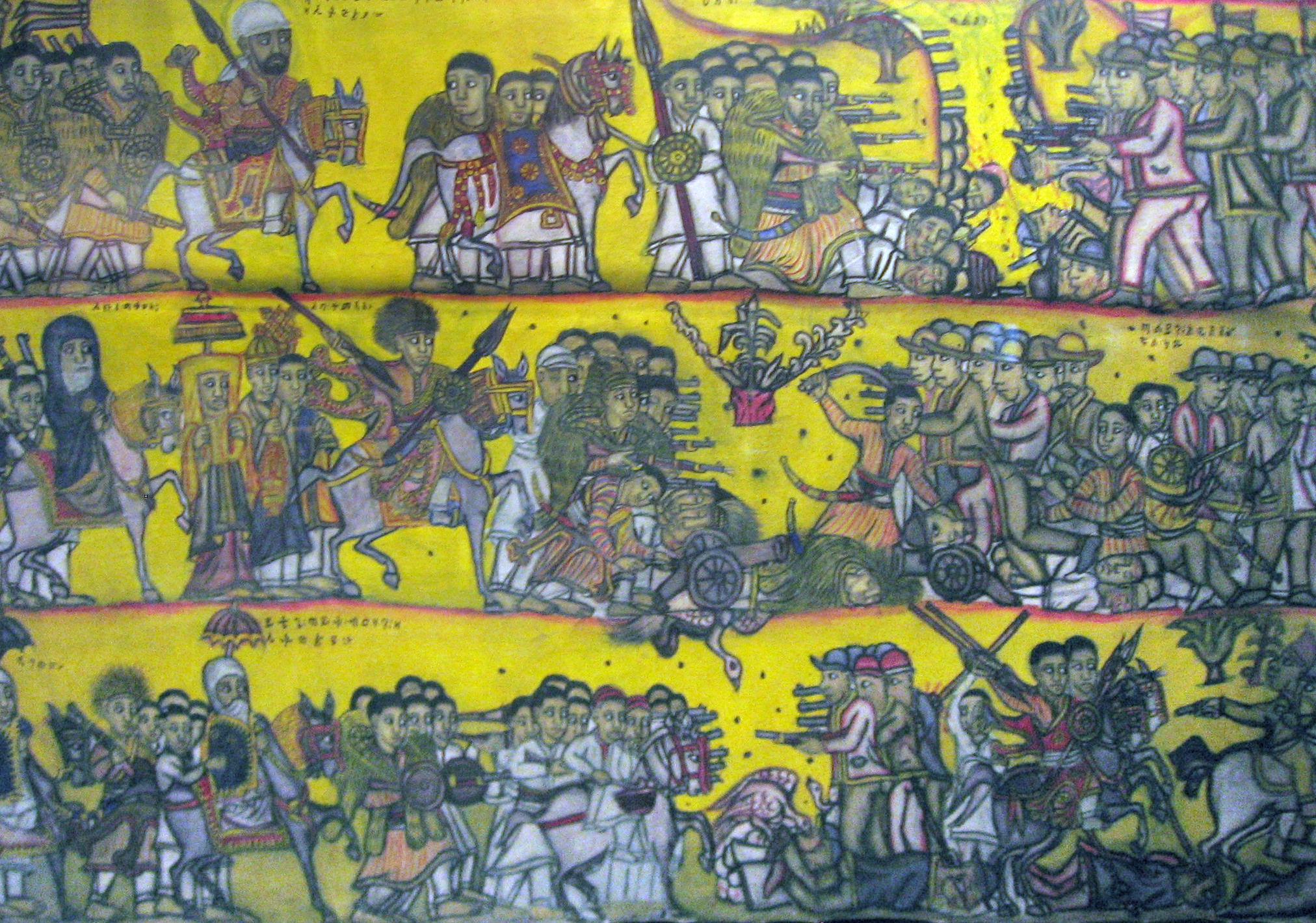
Эфиопское изображение битвы при Адуа

Наступление на Адуа осуществлялось тремя колоннами, каждая насчитывала по бригаде, а четвёртая двигалась сзади как резерв. Эфиопы занимали прекрасную позицию: они были защищены с флангов и с фронта. Две марширующие итальянские колонны из-за неверных планов местности пересекли друг другу дорогу; левая колонна, напротив, оторвалась от главных сил на 6 километров.
К утру 1 марта 1896 года начались бои, которые превратились в разрозненные столкновения. Расстрелявшая ранее все снаряды, итальянская артиллерия оказалась бесполезной. Оба фланга были смяты, левая колонна бежала в панике, правая окружена Мэконныном и почти уничтожена.
Итальянцы потеряли 11 тысяч солдат убитыми и ранеными и 3,6 тысяч пленными, всю артиллерию, множество современных винтовок. Эфиопы потеряли 6 тысяч убитыми и 10 тысяч ранеными. Высокие потери объяснялись наступательным характером действий эфиопов и большой плотностью их рядов. Атакующий характер действий эфиопской армии был вынужденным по причине недостаточного вооружения (поставки основного количества (30-60 тысяч) современных винтовок Бердана из России были перехвачены итальянскими и британскими колониальными властями до начала войны), а также феодальной структуре и системе организации и управления эфиопской армии (например, перевод эфиопского аналога звания командира полка, как «атакующий во главе», буквально соответствовал действительности: Эфиопия фактически не имела регулярной армии).

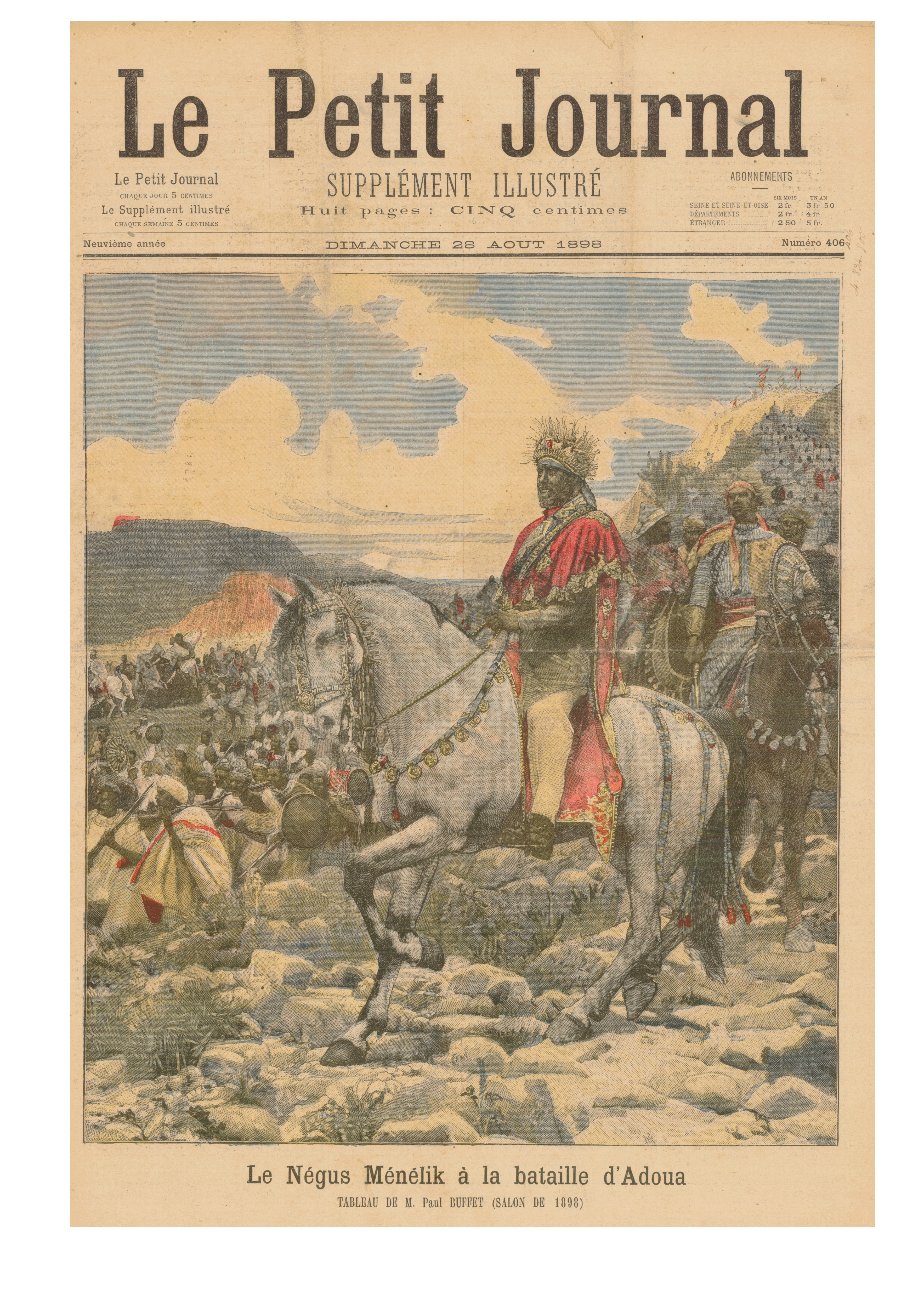
Обложка журнала «Le Petit Journal», посвящённая битве при Адуа

В Май-Марете и Бараките было 4 свежих батальона, которые могли облегчить положение отступавших итальянских войск. Части эти, не получая приказаний, 2 марта отошли к Ади-Кайе, не присоединив к себе батальоны, занимавшие форт в Адигарте, который был окружён абиссинцами. Войска негуса сначала расположились у Ада-Агамус, но через некоторое время начали отходить на Адиграт и Макале к оз. Ашианги из-за недостатка продовольствия и наступления дождливого периода.

## Последние бои
Весть о поражение под Адуа произвела сильное впечатление на Рим и привела к отставке правительства Криспи. Парламент вотировал заём в 140 млн лир на борьбу с Абиссинией. В Африку было послано 12 батальонов пехоты, 4 батальона альпийских стрелков, 4 горные батареи и рота инженерных войск. Общее число войск предположительно было доведено до 40 000 человек. Баратьери был привлечён к суду, а пост губернатора Эритрейской колонии занял генерал Антонио Бальдиссера. Он организовал войска и сосредоточил 15-16 тысяч человек в районе укреплённых пунктов Гура, Саганетти, Галай и Ади-Кайе. Посланный им отряд против дервишей к Касале, отбросил их за реку Атбара. В окрестностях Адиграта находился 22-тысячный отряд раса Мангашиа, оставленный негусом. Бальдиссера в мае двинулся к Адиграту, чтобы вывести оттуда оставшийся батальон. Не встретив препятствий со стороны абиссинцев, 7 мая он присоединил гарнизон форта и отошёл к Сенафе, так как итальянским правительством было решено установить границу Эритрейской колонии по рекам Маребу и Белезе, и придерживаться более осторожного образа действий. В Италии ясно осознавали, что после тяжёлого поражения не могло быть и речи о восстановлении престижа или освобождении пленных силой.
Итальянцы удержали Адди-Грат и ещё несколько пунктов в провинции Тигре, а Менелик II, дойдя до границ Эритреи, повернул назад — он не желал усиления правителя Тигре в результате присоединения Эритреи. К тому же, снабжение императорской армии на севере Эфиопии было затруднено. Но и итальянцы, пришедшие на помощь Адди-Грату, вывели оттуда свой гарнизон.

## Конец войны
После сражения Менелик II вернулся в столицу и стал ждать мирных предложений. Крупных столкновений больше не происходило. Дискредитированное правительство Криспи через две недели начало переговоры. Россия организовала деятельную дипломатическую поддержку ведению мирных переговоров. 26 октября 1896 года в Аддис-Абебе был подписан мирный договор, по которому Италия, уплатив контрибуцию, признала независимость Эфиопии. Северная граница Эфиопии, установленная по этому миру, остаётся таковой и по настоящее время. Менелик заставил итальянцев признать полный суверенитет Эфиопии. Впервые в новой истории европейская держава выплатила контрибуцию африканской стране. Представителей официальной Италии ещё долго в насмешку называли «данниками Менелика».
1 марта, день сражения при Адуа, является национальным праздником Эфиопии.

## Статистика
| Воюющие страны | Население (на 1895 год) | Мобилизовано солдат | Убито солдат |
| -------------- | ----------------------- | ------------------- | ------------ |
| Эфиопия        | 11 666 000              | 100 000             | 17 000       |
| Италия         | 30 913 700              | 20 000              | 12 000       |
| ВСЕГО          | 42 579 700              | 120 000             | 29 000       |